# 灵峰街道
灵峰街道是中华人民共和国浙江省湖州市安吉县下辖的一个街道办事处。
2014年1月13日，浙江省人民政府批复同意撤销递铺镇建制，其行政区域及上墅乡大竹园村改由安吉县政府直辖。
2014年2月17日，湖州市人民政府通知在此区域内设立灵峰街道，辖城南1个社区，碧门、霞泉、横山坞、剑山、灵峰、大竹园6个行政村。

## 行政区划
灵峰街道下辖以下村级行政区划单位：
城南社区、碧门村、霞泉村、剑山村、灵峰村、横山坞村和大竹园村。